# Spanyolország az 1976. évi téli olimpiai játékokon
Spanyolország az ausztriai Innsbruckban megrendezett 1976. évi téli olimpiai játékok egyik részt vevő nemzete volt. Az országot az olimpián 1 sportágban 4 sportoló képviselte, akik érmet nem szereztek.

## Alpesisí
| Versenyző                   | Versenyszám      | 1. futam      | 1. futam      | 2. futam | 2. futam | Összesítés | Összesítés |
| Versenyző                   | Versenyszám      | Idő           | Hely.         | Idő      | Hely.    | Idő        | Helyezés   |
| --------------------------- | ---------------- | ------------- | ------------- | -------- | -------- | ---------- | ---------- |
| Francisco Fernández Ochoa   | Lesiklás         |               |               |          |          | 1:51,91    | 35.        |
| Francisco Fernández Ochoa   | Műlesiklás       | 1:02,35       | 10.*          | 1:06,00  | 10.      | 2:08,35    | 9.         |
| Francisco Fernández Ochoa   | Óriás-műlesiklás | 1:48,65       | 24.           | 1:49,47  | 27.      | 3:38,12    | 24.        |
| Juan Manuel Fernández Ochoa | Lesiklás         |               |               |          |          | 1:52,40    | 36.        |
| Juan Manuel Fernández Ochoa | Műlesiklás       | nem ért célba | nem ért célba | kiesett  | kiesett  | kiesett    | kiesett    |
| Juan Manuel Fernández Ochoa | Óriás-műlesiklás | 1:48,06       | 15.           | 1:46,71  | 15.      | 3:34,77    | 16.        |
| Jaime Ros                   | Lesiklás         |               |               |          |          | 1:53,50    | 41.        |
| Jaime Ros                   | Műlesiklás       | nem ért célba | nem ért célba | kiesett  | kiesett  | kiesett    | kiesett    |
| Jaime Ros                   | Óriás-műlesiklás | 1:55,25       | 48.           | 1:56,54  | 36.      | 3:51,79    | 36.        |
| Jorge García                | Lesiklás         |               |               |          |          | 1:53,55    | 42.        |
| Jorge García                | Műlesiklás       | nem ért célba | nem ért célba | kiesett  | kiesett  | kiesett    | kiesett    |

* - egy másik versenyzővel azonos eredményt ért el